# Lüsener Villerspitze
Die Lüsener Villerspitze (auch Lisenser Villerspitze) ist ein 3027 m ü. A. hoher Berg in den Stubaier Alpen. 

## Topographie
Die Lüsener Villerspitze befindet sich in den Südöstlichen Sellrainer Bergen zwischen dem Lüsenstal im Westen und dem hintersten Fotscher Tal im Osten. Mit der etwa einen Kilometer weiter südlich gelegenen Hohen Villerspitze ist sie durch einen scharfen Felsgrat verbunden. Nordöstlich der Lüsener Villerspitze befindet sich das Hochgraffljoch 2693 m, das das Schönlüsenstal im Westen vom Inneren Bremsstall im Osten auf Fotscher Seite trennt. Südlich des Berges zieht das Große Horntal zum südlich der Hohen Villerspitze gelegenen Großen Horntaler Joch hinauf.

## Wege
Der Normalweg führt etwas westlich des Hochgraffljochs vorbei über einen Rücken und einen kleinen Vorgipfel zu dem plattigen Gipfelaufbau, der normalerweise Kletterei im I. Grad der UIAA-Skala erfordert. Dieser Weg kann vom Lüsenstal durch das Schönlüsenstal oder vom hinteren Fotschertal durch den Inneren Bremsstall erreicht werden. Anspruchsvoller ist der Gratübergang zur Hohen Villerspitze. Im Winter ist der Gipfel auch Ziel anspruchsvoller Skitouren, die sichere Verhältnisse erfordern.